# Boels
Boels is een geslacht waarvan leden sinds 1953 tot de Belgische adel behoren.

## Geschiedenis
De stamreeks gaat terug tot Jean Boels (†1724) die in 1716 voor het eerst wordt vermeld vanwege zijn toen gesloten huwelijk. Op 1 juli 1953 werd de reserve-generaal-majoor ir. Jean Boels (1889-1979) opgenomen in de erfelijke Belgische adel met de titel van baron overgaand bij eerstgeboorte. Anno 2018 waren er nog twaalf mannelijke telgen in leven, de laatste geboren in 2011.

### Wapenbeschrijving
- 1953: Van azuur, met een keper vergezeld in het schildhoofd met twee molenijzers en in de schildvoet met twee zwaarden, schuinkruisgewijze opgesteld, de punt naar boven gericht, alles van zilver. Het schild getopt met een helm van zilver, gekroond, getralied, gehalsband en omboord van goud, gevoerd en gehecht van keel, met dekkleden van azuur en van zilver. Helmteken: een zwaard van zilver, paalsgewijs geplaatst, de punt naar boven gericht, tussen twee afgewende halve vluchten van azuur. Wapenspreuk: 'Labor arduus omnia vincit', van zilver, op een losse band van azuur. Bovendien voor [de titularis] het schild getopt met een baronnenkroon, en gehouden door twee leeuwen van zilver, gewapend en getongd van keel.

## Enkele telgen
Ir. Jean baron Boels (1889-1979), generaal-majoor
- Jhr. Emmanuel Boels (1913-1957)
  - François-Emmanue baron Boels (1949), chef de famille
    - Jhr. Emmanuel Boels (1975), vermoedelijke opvolger als chef de famille

### Adellijke allianties
- Muûls (1942), Jacobs (1969), Poncelet (1974), Wittock (1988), Fallon (2007)